# Едгар Алан По
Едгар Алан По (енгл. Edgar Allan Poe; Бостон, 19. јануар 1809 — Балтимор, 7. октобар 1849) био је амерички књижевник, уредник и књижевни критичар.
Поред поезије и кратких прича, По је нарочито био познат због прича мистерије и језе. Сматран као главна личност романтизма у Америци, био је њихов најранији практичар кратке приче. Осим што је сматран и за оснивача детективског жанра, признат је и као важан за још младу научну фантастику која је тада почела да се пробија у књижевности. Био је први познати амерички писац који је покушао да живи од струке, због чега је имао финансијски тежак живот и каријеру.
Рођен је у Бостону као друго дете двоје глумаца. Отац је напустио породицу 1810. године, а његова мајка је преминула наредне године. Као сироче, одведен је у Вирџинију у град Ричмонд где су га примили Џон и Франсис Алан. Иако никад званично усвојен, провео је велики део детињства као део те породице. Ускоро је почела да се појављује напетост између Џона и Едгара због дугова, највише насталих коцкањем, и цене школовања. По је један семестар похађао Универзитет у Вирџинији пре него што се исписао због немогућности плаћања. Свађао се са Џ. Аланом око новчаних средстава за своје образовање пре него што се под лажним именом регрутовао у војску 1827. године. Тада му је и почела, мада на почетку скромна издавачка каријера анонимном збирком песама, „Тамерлан и друге песме“ (енгл. Tamerlane and Other Poems), која је била приписана „Бостонцу“. Смрћу Франсис Алан 1829. године, По и Алан су се опет привремено зближили. Касније као неуспешни официрски питомац (кадет) на Вест Поинту, По се чврсто одлучује да буде песник и писац, и раставља се са Џоном Аланом.
По се тад окренуо ка прози, и наредних неколико година радио на књижевним часописима по којима је његов стил књижевне критике постао познат. Посао га је натерао да се често сели из града у град, као што су Балтимор, Филаделфија и Њујорк. У Балтимору се 1835. године оженио Вирџинијом Клем, својом тринаестогодишњом рођаком. У јануару 1845. године је објавио своју песму „Гавран“ (енгл. The Raven), која је одмах постала успешна. Две године после објављивања, жена му умире од туберкулозе. Четири године је планирао да направи сопствени часопис The Penn (Касније назван The Stylus), али је умро пре него што је био реализован. По је умро кад је имао четрдесет година, у Балтимору, 7. октобра 1849. године. Узрок смрти је непознат али често приписан алкохолу, колери, дрогама, срчаној болести, беснилу, самоубиству, туберкулози, и другим узроцима.
По и његова дела су значајно утицали на књижевно стваралаштво у САД и свету, као и на космологију и криптографију. Појављују се и у популарној књижевности, музици, филмовима, и телевизији. Његове многобројне куће су данас музеји. Mystery Writers of America сваке године истакнутим радовима у жанру мистерије додељују награду познату као Награда „Едгар”.

## Биографија

### Детињство и школовање
Рођен је као Едгар По, 19. јануара 1809. године, као друго дете глумице енглеског порекла Елизабете Арнолд Хопкинс и глумца Дејвида Поа мл. Имао је старијег брата Вилијама Хенрија Леонарда Поа и млађу сестру Розали По. Дејвид По (Старији) је из округа Каван у Ирској 1750. године емигрирао у Америку. Могуће је да је Едгар назван по лику из Шекспирове драме Краљ Лир, представе коју је пар изводио 1809. године. Отац их је напустио 1810. године, а мајка умрла годину дана касније од туберкулозе. По је тада одведен у вирџинијски град Ричмонд и примљен у кућу Џона Алана, успешног шкотског трговца дувана, разних тканина, пшенице, надгробних споменика и робова. Иако због својих старатеља назван Едгар Алан, По никад није званично усвојен.
Велечасни Џон Бученан га је 1812. године у америчкој епископалној цркви крстио у Едгара Алана Поа. Породица је 1815. године заједно за Поом, Алановом женом Франсис Валентајн Алан и њеном сестром Ен Мур (Ненси) Валентајн отпловила у Британију. Едгар је 1815. године кратко похађао школу у граду Ирвине (град у Шкотској где је рођен Џон Алан) пре него што се придружио породици у Лондону 1816. године. Тамо је ишао у интернат у Челсију до лета 1817. године. Накнадно је уписан у Manor House School Пречасног Џона Брансбија која се налазила свега неколико километара од северног Лондона.
Породица се 1820. године вратила у Ричмонд. По је 1824. године као начелник служио у ричмондској омладинској бригади када је град славио посету маркиза де Лафајета. У марту 1825. године, Вилијам Галт, пословни мецен и један од најбогатијих људи у Ричмонду и ујак Џона Алана, је преминуо и оставио Алану много хектара некретнине. Наследство је вредело 750.000 долара. Алан је на лето 1825. године прославио своје ново богатство купивши двоспратну кућу звану Молдавија.
По се наводно верио Саром Елмиром Ројстер пре него што се у фебруару 1826. године уписао у вирџинијски универзитет где је учио античке и модерне језике. Млади универзитет, стар свега једну годину, пратио је принципе Томаса Џеферсона. Томасова установа је имала строга правила против коцкања, оружја, дувана и алкохола. Међутим, та правила су често била игнорисана. Џеферсон је унео систем студентске самовладе, који је дозвољавао ученицима да бирају своје предмете, да се договарају око живљења унутар школе, и пријављују све преступе факултету. Тај јединствен систем је тада још увек био у хаосу и многи су се исписивали. Док је био тамо, По је изгубио контакт са Ројстер и отуђио од старатеља због коцкарских дугова. Тврдио је да му Џон није дао довољно новца за часове, скрипте, и набавку и сређивање студентског дома. Алан му је додатно послао новца и одеће, али су се Поови дугови повећали. Исписао се после годину дана и пошто се није осећао добродошлим у Ричмонду, поготово кад је чуо да се његова љубљена Ројстер удала за Александра Шелтона, отпутовао је у априлу 1827. године у Бостон, живећи на платама које је добијао радећи као службеник и журналиста. Тада је почео да користи псеудоним Хенри Ли Ренет.

### Војска
Пошто му је био потребан новац По је, 27. маја 1827. године, уписао Армију Сједињених Држава. Записан у војсци као Едгар А. Пери, потписао се да има 22 године иако је тада имао само 18. Као редов служио је у Масачусетсу на Fort Independence за месечну плату од пет долара. Те исте године, објавио је своју прву књигу, „Тамерлан и друге песме“ (енгл. Tamerlane and Other Poems); збирку од четрдесет страна која је била приписана „Бостонцу“. Књига је била штампана у само педесет примерака и није примила нарочиту пажњу у јавности. Едгар је убрзо унапређен у старијег водника Пешадијског артиљеријског пука, што му је удвостручило приход. После двогодишње службе, под чином заставника за артиљерију (највиши ранг подофицира), По је зажелео да изађе из војске. Открио је надлежном, начелнику Хаварду, своје околности и право име. Било му је дозвољено да се испише само ако се помири и напише писмо Џону Алану. Месецима је Алан игнорисао молбе, чак га не обавештавајући да је Франсис била болесна. Поова помајка је преминула 28. фебруара. Сахрањена је 2. марта. Следећег дана По посећује Џона који је, вероватно под утиском смрти своје жене, дозволио да му се син испише да би могао да закаже састанак са Војном Академијом Сједињених Држава у Вест Поинту, у којој је По требало да настави своју службу.
По је отпуштен 15. априла 1829. године када му је потврђен улаз у Вест Поинт. Пре одласка у војску се вратио у Балтимор да би живео са тетком Маријом Клем, њеном ћерком Вирџинијом Е. Клем, својим братом Хенријем, и бабом Елизабетом К. По. У међувремену, По је објавио своју другу књигу, „Ал Араф, Тамерлан, и мање песме“ (енгл. Al Aaraaf, Tamerlane, and Minor Poems).
Уписао је Вест Поинт 1. јула 1830. године. Џон Алан се октобра исте године оженио Луизом Патерсон. Пошто је Алан имао ванбрачну децу коју По није одобравао, често су се свађали и убрзо растали. По је убрзо после тога намерно довео себе у ситуацију да буде избачен из Вест Поинта, тако што је запостављао дужности и избегавао наређења да присуствује војничким вежбама, часовима и цркви.
Преселио се у Њујорк у фебруару 1831. године где је објавио трећи том песама назван „Поеме“ (енгл. Poems). Књигу је финансирао уз помоћ својих познаника из Вест Поинта који су већином донирали 75 центи као допринос збирци, скупивши тако 170 долара. Очекивали су сатиричне стихове сличне онима које је По писао о надлежнима док је служио војску. Збирку, која је означена као „Друго издање“, одштампао је Елам Блис из Њујорка, заједно са посветом: „Овај том је са поштовањем посвећен корпусу кадета Сједињених Држава“. У садржају књиге су се опет нашле песме „Тамерлан“ и „Ал Араф“, као и шест пре необјављених, првих верзија песама, укључујући: „Хелени“ (енгл. To Helen), „Израфел“ (енгл. Israfel), „Град у мору“ (енгл. The City in the Sea). Вратио се у Балтимор код своје тетке, брата и рођаке, марта 1831. године. Његов брат Хенри је због болести, делом узрокованој алкохолизмом, преминуо 1. августа 1831. године.

### Издавачка каријера
После братовљеве смрти, По је озбиљније покушао да започне каријеру. Међутим, изабрао је веома незгодно време. Био је први познати Американац који је покушао да живи од писања, што му је било отежано због оскудице закона међународних уговора о ауторским правима. Издавачи су радије производили неовлашћене копије британских радова него плаћали за нова америчка. Индустрија је делимично била скрхана ткзв. „Паником“ из 1837. године. Иако му је посао у америчким часописима почео да цвета, делимично због утицаја нове технологије, многи нису трајали више од неколико издања и издавачи су одбијали да плате писцима или су их плаћали много касније него договорено. По је много пута у својој каријери морао да моли за паре и другу помоћ.
После поезије, По се окреће ка прози. Објавио је неколико прича са издавачком кућом у Филаделфији и започео да пише своју једину драму, „Политије“ (енгл. Politian). Baltimore Saturday Visiter је октобра 1833. године наградио Поа за његово дело „Рукопис пронађен у боци“ (енгл. MS. Found in a Bottle). Прича је скренула пажњу Џон П. Кенедија, који је помогао Едгару тако што га је упознао са Томасом В. Вајтом, уредником листа Southern Literary Messenger у Ричмонду. Тамо је августа 1835. године радио као помоћни уредник, али је у року од неколико недеља отпуштен зато што је пијан дошао на посао. Враћајући се у Балтимор, По се у тајности 22. септембра 1835. године оженио Вирџинијом, својом рођаком. Он је имао 26 година, а она, на венчаном листу потписана као да има 21, имала је 13 година.. Због обећања да неће бити више инцидената, Вајт га опет запошљава и По са Вирџинијом и њеном мајком враћа у Ричмонд. Радио је за часопис све до јануара 1837. године. Тврдио је да се за време његовог радног стажа број продатих примерака повећао са 700 на 3,500. У часопису је објавио неколико песама, рецензија књига, критика и прича. Он и Вирџинија су се у Ричмонду јавно венчали 16. маја 1836. године.
Дело „Авантуре Артура Гордона Пима“ (енгл. The Narrative of Arthur Gordon Pym of Nantucket) је 1838. године објављено и увелико примљено у јавности. На лето 1839. године почео је да ради као помоћни уредник у часопису Burton's Gentleman's Magazine. Ту је објавио многе чланке, приче и рецензије, што му је побољшало већ устаљену репутацију критичара. Исте године је објавио „Приче из Гротеске и Арабеске“ (енгл. Tales of the Grotesque and Arabesque), које су биле подељене у два тома, и од којих је добио мало новца и подељене критике. По је овај часопис напустио после годину дана, да би у кратком периоду после почео да ради за Graham's Magazine.
Јуна 1840. године, објављује проспект који је најавио његове намере да започне сопствени часопис, The Stylus. Оригинални наслов је требало да буде The Penn, јер је идеја била да се новине објаве у Филаделфији. Шестог јуна 1840. године је купио место за своју рекламу у часопису Saturday Evening Post, која је гласила: „Проспект за The Penn часопис, месечни књижевни журнал, који ће уређивати у Филаделфији Едгар А. По“. По је умро пре него што је часопис заживео. Покушао је да добије место у администрацији Џона Тајлера тако што је тврдио да је члан Виговске странке. Надао се да ће му Роберт, син председника Тајлера и познаник Фредерика Томаса (Поов пријатељ), помоћи у добијању посла на филаделфијској царини. Средином септембра 1842. године када је требало да се договори са Томасом око састанка, По се није појавио. Као изговор је узео да је био болестан, мада је Фредерик веровао да је По у ствари био пијан. Иако му је био обећан састанак, сва радна места су се попунила.
Вирџинија је једне вечери док је певала и свирала клавир, у јануару 1842. године, почела да испољава симптоме своје туберкулозе. По је тај призор описао као да јој је крвни суд пукао у грлу. Само се делимично опоравила, а он је због њене болести почео још више да пије. Напустио је своју позицију у Graham's и покушао да нађе ново радно место. У Њујорку је неко време радио за Evening Mirror, пре него што је постао уредник, а касније и власник часописа Broadway Journal. По се тада отуђио од осталих писаца када је јавно оптужио Хенрија Водсворта Лонгфелоуа за плагијат, оптужбу на коју Лонгфелоу никад није дао признање. Кратка песма „Гавран“ (енгл. The Raven) је јануара 1845. године одштампана у страницама Mirror часописа и брзо постала сензација. Иако га је прославила,, По је за песму био плаћен само 9 долара. Објављена је и у журналу The American Review: A Whig Journal под псеудонимом „Кварлз.“
Када је Broadway Journal пропао 1846. године, По се преселио у Бронкс, област у Њујорку. У улици где се налазила његова кућа, данас позната као „По колиба“, Едгар се спријатељио са Језуитима који су ишли у оближњу школу. Тамо је и умрла Вирџинија, 30. јануара 1847 године. Многи биографичари и критичари верују да Поов чест мотив „смрти прелепе жене“ произилази од жалости због свих жена које је изгубио у току свог живота.
Нестабилан после смрти своје жене, По проси Сару Хелен Витман која је живела у граду Провиденс у Роуд Ајланду. Њихова веридба није дуго потрајала због Едгаровог сталног алкохолисања и несталног понашања. Има и доказа да је Витманина мајка интервенисала њихов однос. По се после тога вратио у Ричмонд и наставио везу са Саром Е. Ројстер.

## Смрт
По је нађен збуњен на улицама Балтимора 3. октобра 1849. године. Џозеф В, човек који га је нашао, позвао је помоћ и По је одведен у Washington College Hospital, где је и умро у пет ујутру, 7. октобра 1849 године. Није био при себи довољно дуго да би објаснио како је завршио у туђој одећи и у таквом стању. Многи тврде да је на ноћ пред смрт стално понављао име „Ренолдс“. Према неким изворима, његове последње речи су биле: „Господе, помози мојој јадној души“. Сва евиденција, укључујући и умрлицу, је изгубљена. Многе новине у то време су писале како је По умро због алкохолизма. Међутим, прави узрок смрти је и дан данас непознат. Други могући узроци: делиријум тременс, срчана болест, епилепсија, сифилис, менингитис, колера и беснило. Једна теорија из 1872. године указује на могућност да је По убијен због политичких разлога. Наиме, у то време су неки грађани били присиљени да гласају за одређеног кандитата, после чега су често били убијени.

### Гризволдови „Мемоари“
На дан Поове сахране, у New York Tribune, на видело излази обимна читуља потписана са „Лудвиг“. Њен увод је гласио: „Едгар Алан По је мртав. Прекјуче је умро у Балтимору. Ово обавештење ће изненадити многе, мало њих ће ожалостити“. Убрзо је „Лудвигов“ идентитет откривен као Руфус Вилмот Гризволд (енгл. Rufus Wilmot Griswold). Овај критичар, уредник и антологичар је имао лоше односе са Поом од 1842. године. Гризболд је због тога покушао да му постхумно укаља углед.
Руфус Гризволд је у збирци песама 1850. године написао биографски чланак о Поу назван Memoir of the Author. У њему је Поа приказао као пијаног наркомана, лишеног разума. Као доказ је дао у прилог пишчева писма. Међутим, многе информације у чланку су или биле потпуне лажи или изопачене полуистине. На пример, сад се зна да Едгар није био зависник од дроге. Иако су Поови познаници били против књиге, она је постала популарна. То је био случај већином због тога што је то била једина целовита биографија и због тога што се људима свидело да читају дела „злог“ човека. Убрзо је откривено да су писма која је Гризволд дао као доказе била фалсификати.

## Тематика и књижевни стил

### Жанр
Његова најпознатија дела фикције су у готичарском стилу, у коме су најчешће теме смрт (и њене физичке карактеристике као што су декомпозиција), превремено сахрањивање, васкрсење мртвих, и жал. Највећи број Поових дела се сматра да припадају мрачном или црном романтизму који је настао као реакција на трансцендентализам, покрет који По није подржавао. Пошто је често звао Бостон Баром („Фрогпонд“), сматрајући га штабом „клика људског рода“, људима који су припадали трансцендентализму дао је надимак „фрогпондијанс“. Критиковао је чланове тог покрета, описујући њихове радове као „полуделе метафоре“ које су „нејасне само да би биле нејасне“ или „мистичне само да би биле мистичне“. У писму написаном Томасу Х. Чиверсу, По је објаснио да не мрзи трансценденталисте, већ само „симуланте и софисте међу њима“.
Поред хорора писао је и сатире, хумористичке приче и подвале. Да би повећао комичност и омогућио читаоцу да се ослободи друштвених норми и правила, По је често користио иронију и смешна преувеличавања у својим делима. Његово прво нама познато дело „Меценгерштајн“ (енгл. Metzengerstein), које је уједно било и његов први хорор, требало је да буде сатира хорор жанра. Поред тога, обновио је научну фантастику када је због ваздухопловних балона написао „Подвала са балоном“ (енгл. The Ballon-Hoax). Доста је писао по укусима масовног тржишта. Због тога је у својој фикцији често писао о псеудонаукама, као што су френологија и физиогномика.

### Књижевна теорија
Своје књижевне теорије које су се често огледале у његовим делима, По је представио у својим критикама и есејима- као што је „Песничко начело“ (енгл. The Poetic Principle). Иако је веровао да смисао или значење у књижевности треба да буде испод површине, По није подржавао дидактицизам и алегорију. Дела са очигледним значењем, пише он, престају да буду уметност. Сматрао је да квалитетно дело треба да буде кратко и да се концентрише на један утисак. До краја је веровао да писац мора пажљиво да се брине о идеји и осећањима у својим делима.
У свом есеју „Филозофија композиције“ (енгл. The Philosophy of Composition), у којој описује методе које је користио да би написао песму „Гавран“ (енгл. The Raven), По тврди да је строго пратио тај метод. Међутим, постоје сумње да се није држао тог система. Т.С. Елиот је рекао: „Тешко нам је да читамо тај оглед, а да не увидимо да, ако је По стварно тако прецизно испланирао своју песму, онда се вероватно превише мучио око ње: Методи не припада заслуга за резултат“. Биографичар Џ.В. Крутч је описао есеј као: „Веома генијалну вежбу у техникама рационализације.“

## Наследство

### Књижевни утицаји
За живота највише је био познат по својим критикама. Џејмс Расел Ловел га је описао као једног од најбољих критичара фиктивних дела у Америци, чак рекавши да је По понекад користио пруску киселину уместо мастила кад је писао. Због својих рецензија добио је репутацију „томахавк човека“. Често је критиковао Хенрија Водсворта Лонгфелоуа, коме је објавио ткзв. „Лонгфелоу рат“. По је сматрао да су његова дела превише проповедачки настројена, изведена из туђих радова и да су плагијати. Предвидео је да ће се Лонгфелоува репутација и стил писања погоршати.
Био је и познат по делима фикције. Био је један од првих америчких писаца 19. века који је постао познатији у Европи него САД. Шарл Бодлер је превео његова дела, због чега је По постао веома познат у Француској.
По је поставио основе детективског жанра. Артур Конан Дојл је о томе рекао: „Свака Поова детективска прича је корен из ког се једна цела књижевност развила... Где је била детективска прича пре него што јој је По дао дах живота?“. Mystery Writers of America су награде које додељују за тај жанр назвали „Едгар“. Доста је и утицао на научну фантастику. Жил Верн је написао наставак Поовог дела  „Авантуре Артура Гордона Пима“ под називом „Антарктичка мистерија“ (енгл. An Antarctic Mystery), познатији као  „Ледена сфинга“ (енгл. The Sphinx of the Ice Fields). Херберт Џорџ Велс, познати писац научне фантастике, је о Поовом роману рекао: „Пим је оно што веома интелигентан ум може да смисли о свету јужног пола пре сто година.“ The Guardian је 2013. године објавио да је дело „Авантуре Артура Гордона Пима“ једно од најбољих новела написаних на енглеском језику, и да је утицао на многе ауторе као што су Хенри Џејмс, Артур Конан Дојл, Б. Травен и Дејвид Морел. Алфред Хичкок је једном рекао да га су га Поова дела инспирисала да пише напете филмове.
Као многи уметници, и По је имао имитаторе. Многи његови имитатори који су били видовњаци су тврдили да „каналишу“ песме преко Поовог духа. Познати пример овога је дело Лизи Дотен из 1863. године, „Песме из унутрашњег живота“ (енгл. Poems from the Inner Life), где је тврдила да јој је Поов дух „дао“ нове композиције. Те нове композиције су биле прерађени радови познатих Поових дела као што су „Звона“ (енгл. The Bells), али са новим, позитивним гледиштем.
Доста је био и критикован. Вилијам Батлер Јејтс га је једном пак назвао вулгарним. Трансценденталиста Ралф Волдо Емерсон је често називао Поа „галамџијом“, чак рекавши за његово дело „Гавран“ да „не види ништа у њему“. Олдус Хаксли је за Поова дела рекао да су „вулгарна“ зато што су „превише поетична“- као када неко носи дијамантски прстен на сваком прсту.
Верује се да постоји само 12 копија Поове прве књиге „Тамерлан и друге песме“. Једна копија је продата за 662,500 долара у Њујорку, што је рекордна цена за америчка књижевна дела.

### Физика и космологија
У његовом есеју „Еурека: песма у прози“ (енгл. Eureka: A Prose Poem; 1848) се налази космолошка теорија која слути о Великом праску 80 година пре званичне теорије о том феномену, као и прво веродостојно решење на Олберсов парадокс. Есеј је писао интуитивно и није се обазирао много на научне чињенице. Иако је због тога тврдио да је „Еурека“ уметност, а не наука, По је инсистирао да је све написано истинито и сматрао есеј својим ремек-делом. „Еурека“ је ипак пуна научних грешака. На пример, По је давајући своје предлоге игнорисао Њутнове законе о густини и ротацији планета.

### Криптографија
По се много занимао за криптографију. Изјавио је своје заинтересовање у часопису Alexander's Weekly (Express) Messenger где је позивао људе да му шаљу шифре које би он касније и дешифровао. Јула 1841. године је у Graham's Magazine објавио есеј A Few Words on Secret Writing. У свом делу „Златни јеленак“ (енгл. The Gold-Bug ), По је убацио шифре које су не само биле занимљиве јавности већ и важне за целокупну причу дела. Ипак, По није био нарочито упознат са криптографијом (најчешће је само користио метод супституције). Био је успешан у том пољу захваљујући томе што његова публика није била упозната са криптографијом, што је он увелико искоришћавао. Осим тога, допринео је популаризацији криптограма у новинама и часописима.
Његов утицај се проширио даље од обичне јавности. По је доста утицао на познатог криптолога Вилијама Фридмана. Фридман је као дете прочитао „Златни јеленак“, што је и побудило његову заинтересованост за криптографију. Вилијам је због тога за време Другог светског рата успео да дешифрује јапанску PURPLE шифру.

## У популарној култури

### Лик
По је у фикцији често приказиван као „луди геније“ или „мучени уметник.“ Осим тога, често је поистовећен са својим ликовима. Понекад је приказиван и као детектив, на пример као у роману „Поова сенка“ (енгл. The Poe Shadow) Метјуа Перла.

### Споменици, куће и музеји
Нажалост, ниједна кућа из Поовог детињства није опстала. Тренутно се кућа у Ричмонду, The Old Stone House, користи као његов музеј. Ту се налази колекција Поових играчака и осталих предмета које је користио када је живео са Аланима, као и неколико његових ретких првих издања. Такозвано „Друштво Гаврана“ (енгл. Raven Society) одржава 13 West Range, собу у којој је По живео док је студирао у Универзитету у Вирџинији.
Најстарија очувана кућа у којој је По живео је у Балтимору и данас се користи као музеј. Верује се да је у њој са 23 године живео заједно са Маријом Клем и Вирџинијом (као и са својом баком и вероватно братом Вилијамом Хенријем Леонардом Поом). Отворена је за јавност и користи се као седиште „Друштва Едгара Алана Поа“ (енгл. Edgar Allan Poe Society). Од куђа у Филаделфији где је живео са својом женом Вирџинијом и свекрвом, само је последња опстала. Кућа Spring Garden у којој је живео 1843–1844 је заштићена као културно добро, а колиба у Бронксу у којој је провео своје последње године живота је данас позната као „Поова колиба“ (енгл. Poe Cottage).
У Бостону у улици Бoјлстон, недалеко од места где је По рођен, окачена је плочица у његову част. Кућа у којој је рођен која се налазила у бившој улици Карвер бр. 62 (данас позната као улица Чарлс–југ) више не постоји. „Трг“ на раскршћу улица Бродвеј–Фајет–Чарлс је неко време био назван по њему, али је нестао када су улице биле измештене. Срећом, 2009. године, раскрсница између улица Чарлс и Бојстон је постала нови „трг,“ а у марту 2014. године, на том месту је подигнута скулптура у његову част. Скулптуру је дизајнирала Стефани Рокнек и приказује Поа у природној величини како заједно са гавраном и кофером из ког излећу папири иде уз ветар. Споменик је званично откривен петог октобра 2014. године и у публици је био познати песник Роберт Пински.
Од осталих споменика имамо зграду у Апер Вест Сајду где је По живео када се преселио у Њујорк (верује се да је ту написао „Гаврана“). Ту је и кафана у Фелс Поинту у Балтимору у којој је, по легенди, По пио непосредно пред смрт. Кафана је данас позната под називом The Horse You Came in On (груб превод: „Коњ на коме си дојахао“) и мештани тврде да дух по имену „Едгар“ често пије тамо.

### Фотографије
Најпознатије дагеротипије овог писца су:
- Ultima Thule („далеко откриће“) настало у част ове нове технике фотографисања. Сликана је новембра 1848. године у Провиденсу (Роуд Ајленд). Фотограф је вероватно био Едвин Х. Манчестер.
- „Ени“ (енгл. Annie) која је вероватно дата Поовој пријатељици Ени Л. Ричмонд. Вероватно је сликана јуна 1849. године у Лоуелу (Масачусетс). Фотограф је непознат.

### Тајанствени посетилац
Деценијама је непознати посетилац, такозвани „Поов здравичар“ (енгл. Poe Toaster), сваког 19. јануара остављао флашу коњака и три руже на Поовом гробу. Сем Порпора, историчар из Вестминстер цркве у Балтимору где је По сахрањен, објавио је 15. августа 2007. године да је он 1949. године започео ту традицију јер је хтео да помогне Вестминстер цркви. Његова прича још увек није потврђена, али се верује да је лагао јер неки подаци које је изнео нису били тачни. Поов здравичар је последњи пут посетио гроб 19. јануара 2009, на двестогодишњици Поовог рођења.

## Одабрана дела
Поов опус обилује романима, кратким причама и песмама. Сматра се огромним доприносом светској књижевности, поготово у жанру хорора и криминалистике.

### Приповетке
| - „Меценгерштајн“ - „Рукопис пронађен у боци“ - „Уговорени састанак“ - „Береника“ - „Морела“ - „Изузетна пустоловина извесног Ханса Пфала“ - „Неки поступци у животу једног писца у моди“ - „Краљ куга“ - „Сенка“ - „Ћутање“ - „Лигеја“ - „Пад куће Ушера“ - „Вилијам Вилсон“ - „Човек гомиле“ - „Убиства у Улици Морг“ - „У Малстремском вртлогу“ - „Разговор Моноса и Уне“ - „Еленора“ - „Овални портрет“ - „Маска црвене смрти“ - „Мистерија Мари Роже“ - „Бунар и клатно“ - „Издајничко срце“ - „Златни скарабеј“ - „Црни мачак“ - „Прерани погреб“ - „Украдено писмо“ - „Моћ речи“ - „Неколико речи са мумијом“ - „Ђаво перверзности“ - „Чињенице о случају господина Валдемара“ - „Сфинга“ - „Скочижаба или осам орангутана у ланцима“ - „Икс-ирање текста“ - „Буре амонтиљада“ | - „Тамерлан“ - „Ал Араф“ - „Сонет науци“ - „За -“ - „Сам“ - „Хелени“ - „Израфел“ - „Град у мору“ - „Уснула“ - „Долина неспокојства“ - „Сновидија“ - „Пеан“ - „Ленора“ - „Колосеум“ - „Гавран“ - „Еулалија“ - „Јулалума“ - „Елдорадо“ - „За Ани“ - „Мојој мајци“ - „Анабел Ли“ - „Звона“ - „У сну сан“ |

### Остала дела
- „Политије“ (1835) - Поова једина драма
- „Авантуре Артура Гордона Пима“ (1838) - Поов једини завршени роман
- „Филозофија намештаја“ (1840) - Есеј
- „Филозофија композиције“ (1846) - Есеј
- „Песничко начело“ (1848) - Есеј